# Rainer M. Schröder
Rainer Maria Schröder (n. 1951, Rostock, RDG) este un romancier german, el a vândut după propriile sale declarații circa 6 milioane de romane, cele mai multe dintre ele fiind romane de aventuri, istorice sau de dragoste, care au fost semnate prin anul 1980 sub pseudonimul Ashley Carrington.

## Opere mai importante

### Romane
- Der geheime Auftrag des Jona von Judäa
- Die lange Reise des Jakob Stern
- Die geteilten Brüggemans
- Das Kloster der Ketzer
- Die Irrfahrten des David Cooper
- Die Lagune der Galeeren
- Becky Brown- Versprich, nach mir zu suchen!
- Unter Schatzsuchern, Goldgräbern und Alligatoren
- Kommissar Klicker (10 volume)
- Das geheime Wissen des Alchimisten
- Mein Feuer brennt im Land der Fallenden Wasser
- Die wundersame Weltreise des Jonathan Blum
- Das verschwundene Testament der Alice Shadwell
- Felix Faber (2 volume)
- Taina călugărilor în alb
- Der Schatz der Santa Maravilla
- Das Vermächtnis des alten Pilgers
- Die Falken-Saga (4 volume)
- Abby Lynn (4 volume)
- Das Geheimnis des Kartenmachers
- Der Sohn des Muschelhändlers
- Jäger des weißen Goldes
- Rotes Kap der Abenteuer
- Privatdetektiv Mike McCoy (3 volume)
- Dschingis Khan
- Sir Francis Drake
- Insel der Gefahren
- Goldrausch in Kalifornien
- Unheimliche Gegner der vierten Art - Kampf im UFO
- Unheimliche Gegner der fünften Art - Das Andromeda-Rätsel
- Unheimliche Gegner der sechsten Art - Die Sternenfalle
- Die letzte Fahrt des Captain Kidd
- Land des Feuers, Land der Sehnsucht
- Das unsichtbare Siegel
- Entdecker, Forscher, Abenteurer
- Die Bruderschaft vom Heiligen Gral, Der Fall von Akkon
- Die Bruderschaft vom Heiligen Gral, Das Amulett der Wüstenkrieger
- Die Bruderschaft vom Heiligen Gral, Das Labyrinth der Schwarzen Abtei - Juli 2007
- Die Judaspapiere - Juni 2008
- Tage der Finsternis - Juli 2009

### Scrise sub pseudonimulAshley Carrington
- Unter dem Jacarandabaum
- Die Rose von Kimberley
- Küste der Verheißung
- Verlockendes Land
- Blut und Diamanten
- Der Sohn des Muschelhändlers
- Hickory Hill
- Fluß der Träume
- Die Herren der Küste
- Jessica oder Die Irrwege der Liebe
- Jessica oder Alles Glück hat seinen Preis
- Jessica oder Die Liebe endet nie
- Jessica, oder Das Ziel aller Sehnsucht
- Belmont Park
- Die Gefangene der Sonneninsel und andere Geschichten
- Jahreszeiten der Liebe

### Romane audio
- Abby Lynn. Verbannt ans Ende der Welt, Der Hörverlag, ISBN: 978-3-89940-232-2
- Abby Lynn. Verschollen in der Wildnis, Der Hörverlag, ISBN: 978-3-89940-326-8
- Abby Lynn. Verraten und verfolgt, Der Hörverlag, ISBN: 978-3-89940-536-1
- Das Geheimnis des Kartenmachers, Der Hörverlag, ISBN: 978-3-89940-412-8
- Das Geheimnis der weißen Mönche, Der Hörverlag, ISBN: 978-3-89940-095-3
- Das Vermächtnis des alten Pilgers, Der Hörverlag, ISBN: 978-3-89940-020-5